# Croix de Saint-Bonnet-de-Montauroux
La croix de Saint-Bonnet-de-Montauroux est une croix située à Saint-Bonnet-de-Montauroux, en France.

## Localisation
La croix est située sur la commune de Saint-Bonnet-de-Montauroux, dans le département français de la Lozère.

## Historique
L'édifice est inscrit au titre des monuments historiques en 1926.